# الانا

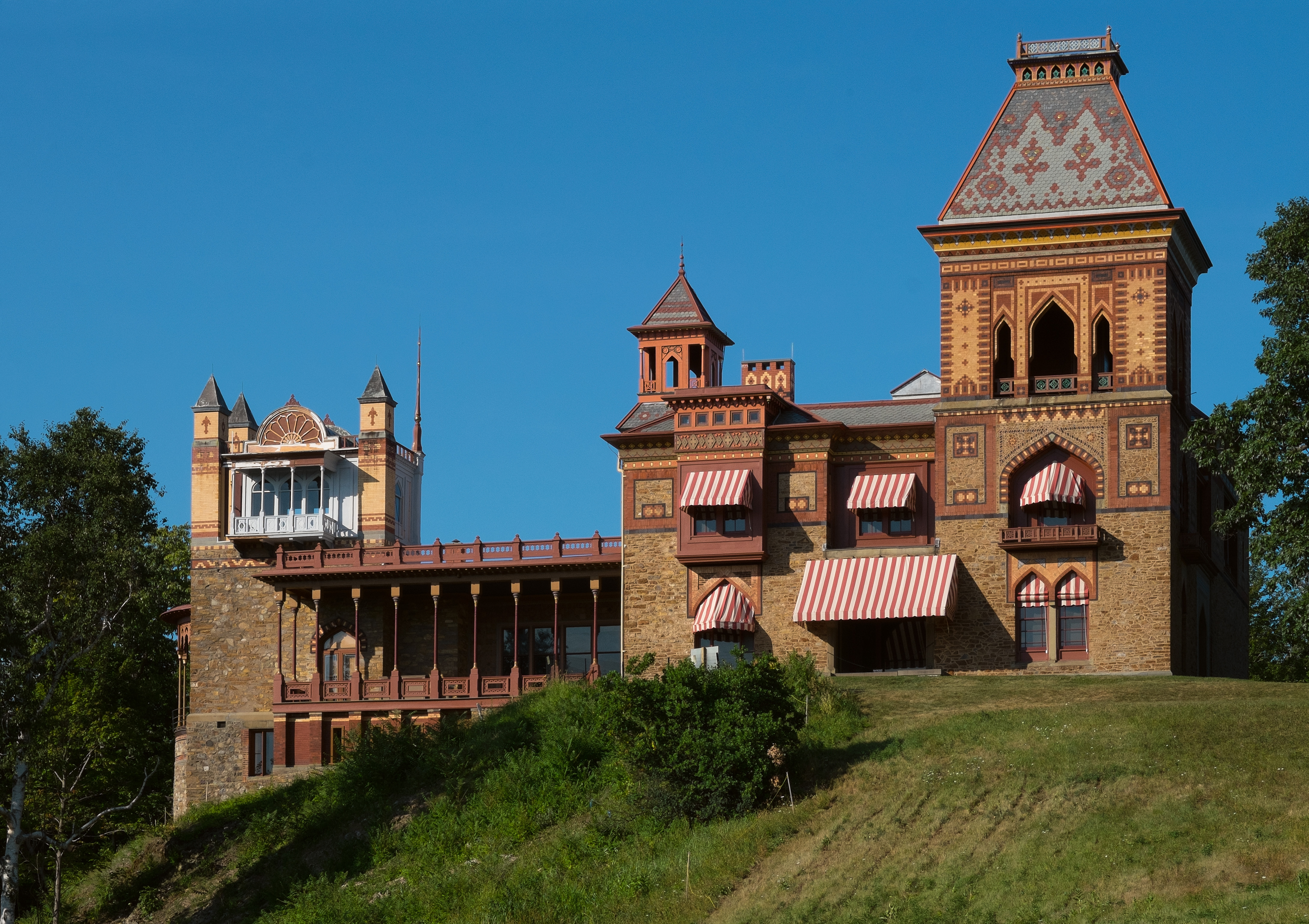
اُلانا

اُلانا (به انگلیسی: Olana) نام خانهٔ نقاش آمریکایی فردریک ادوین چرچ است که ساخت آن از ۱۸۷۲ تا ۱۸۹۱ به طول انجامید. این سازه در هادسون، نیویورک قرار دارد و معماری آن تأثیرگرفته از معماری ایرانی و معماری روزگار ویکتوریا است.
خانه اُلانا درایالت نیویورک در فهرست آثار ملی، به ثبت رسیده است.

## نگارخانه

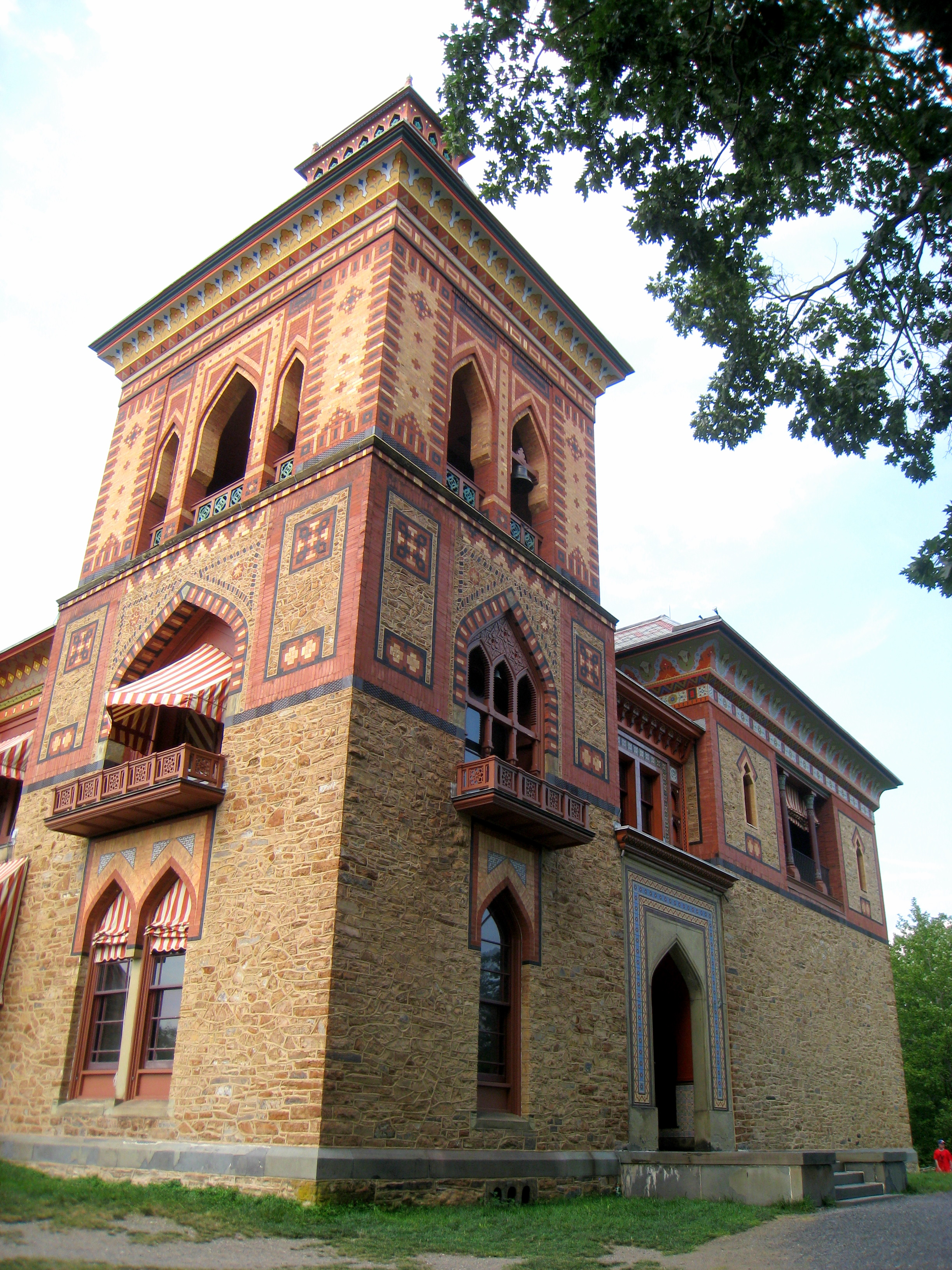
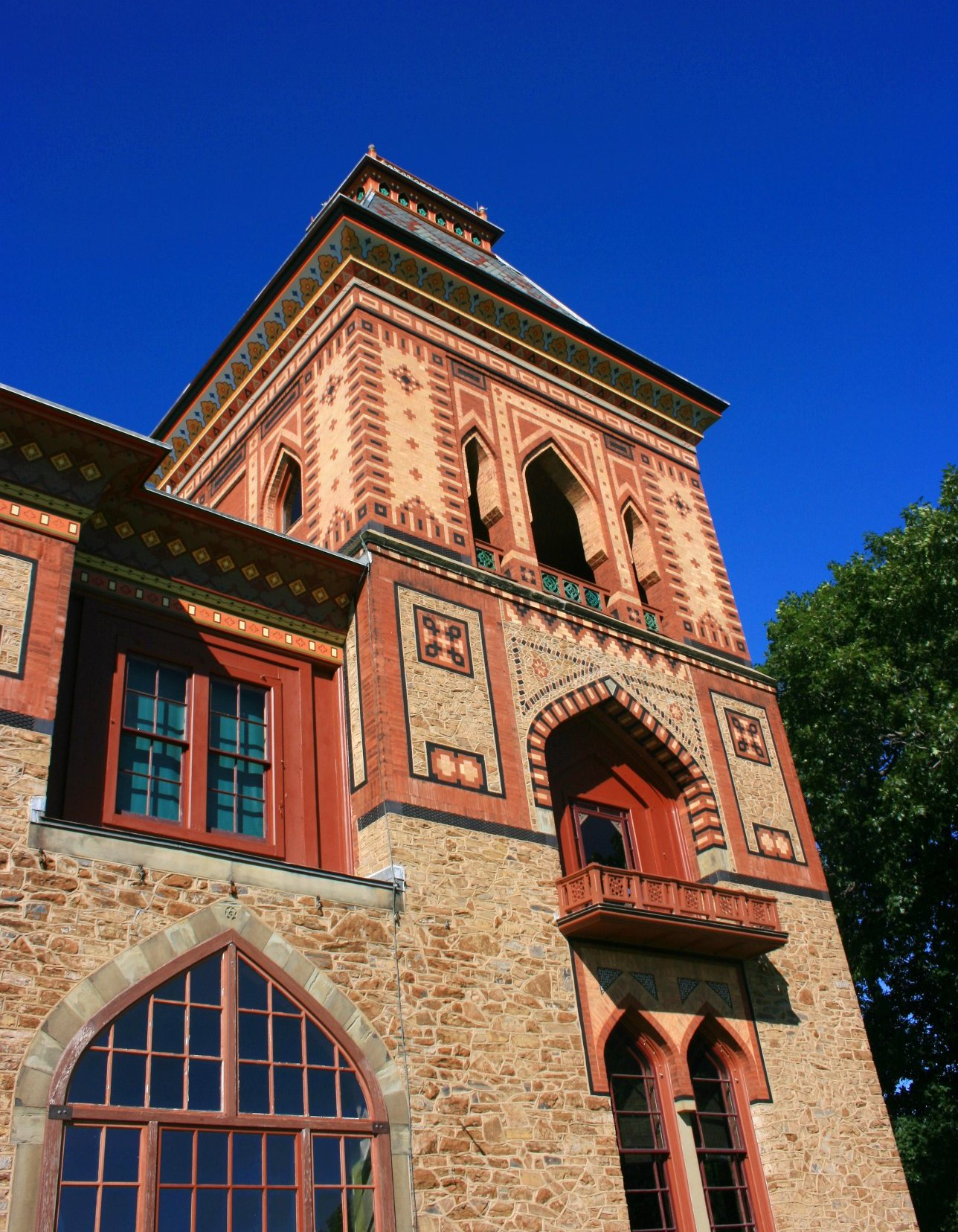
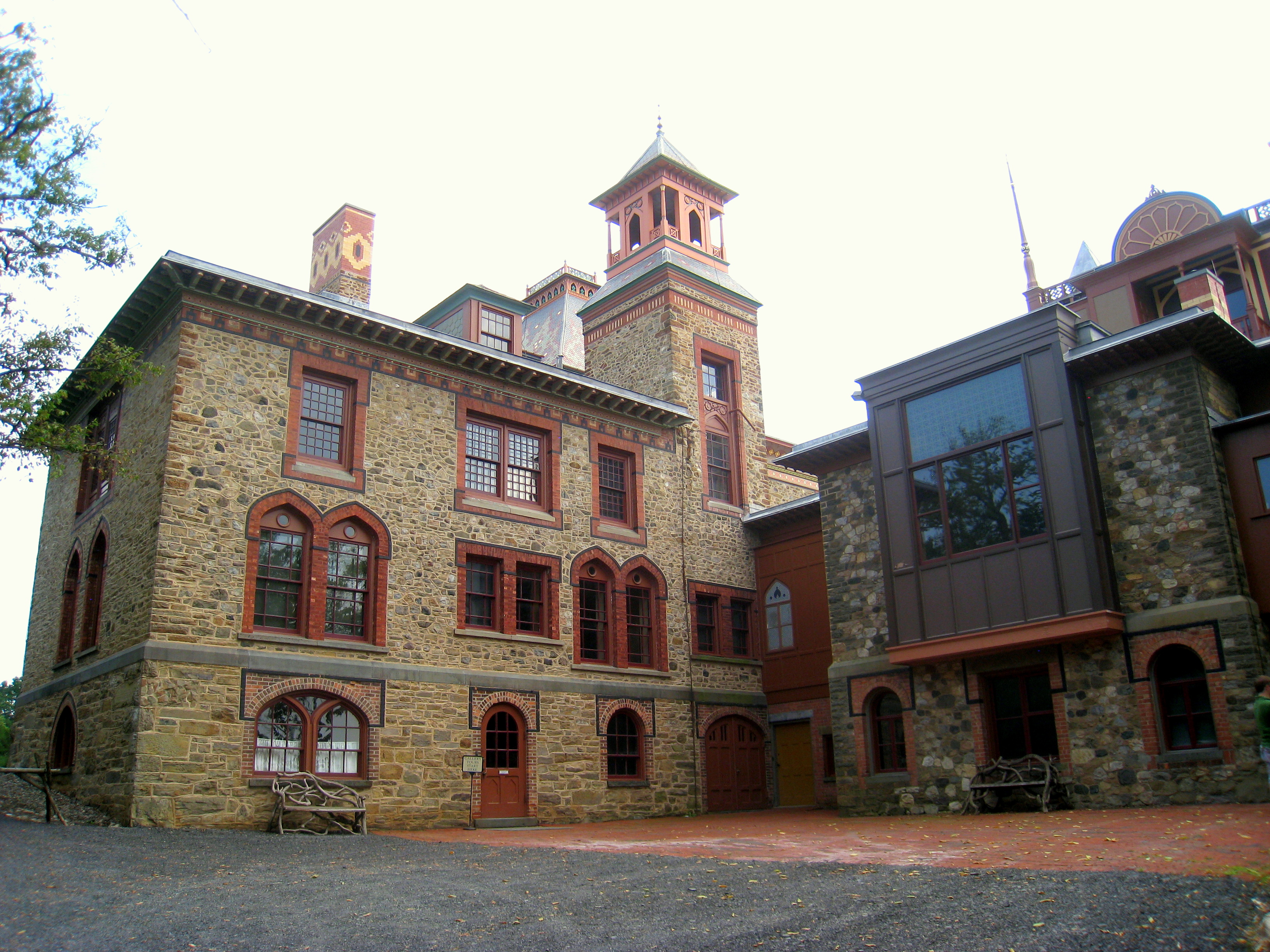
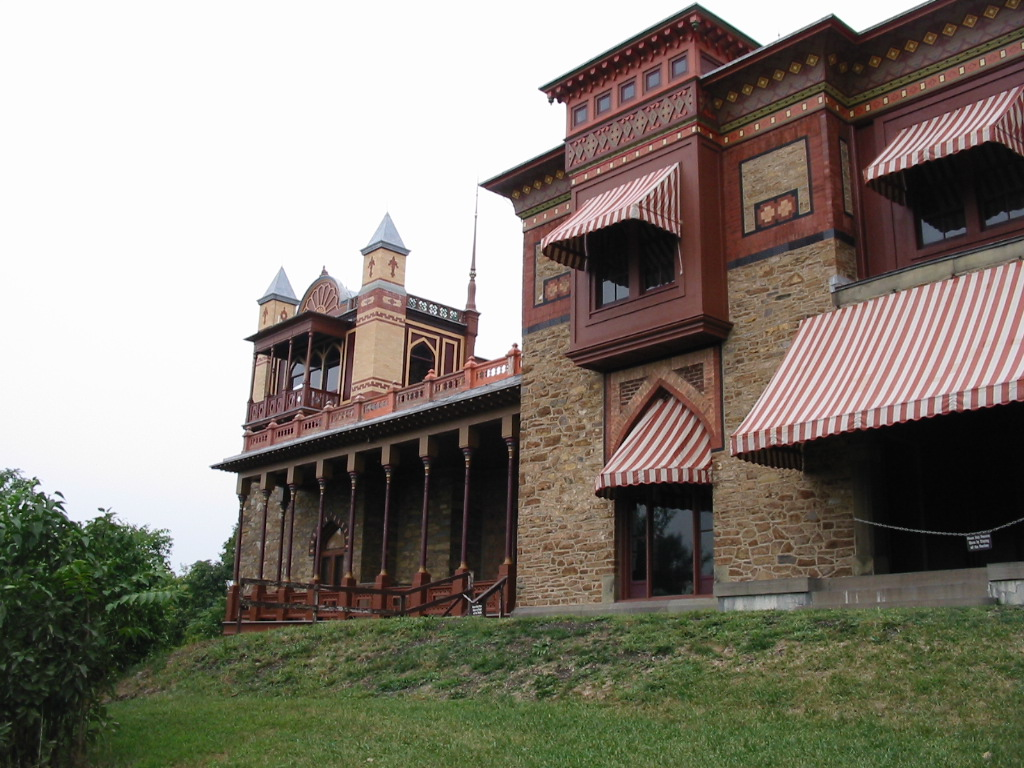
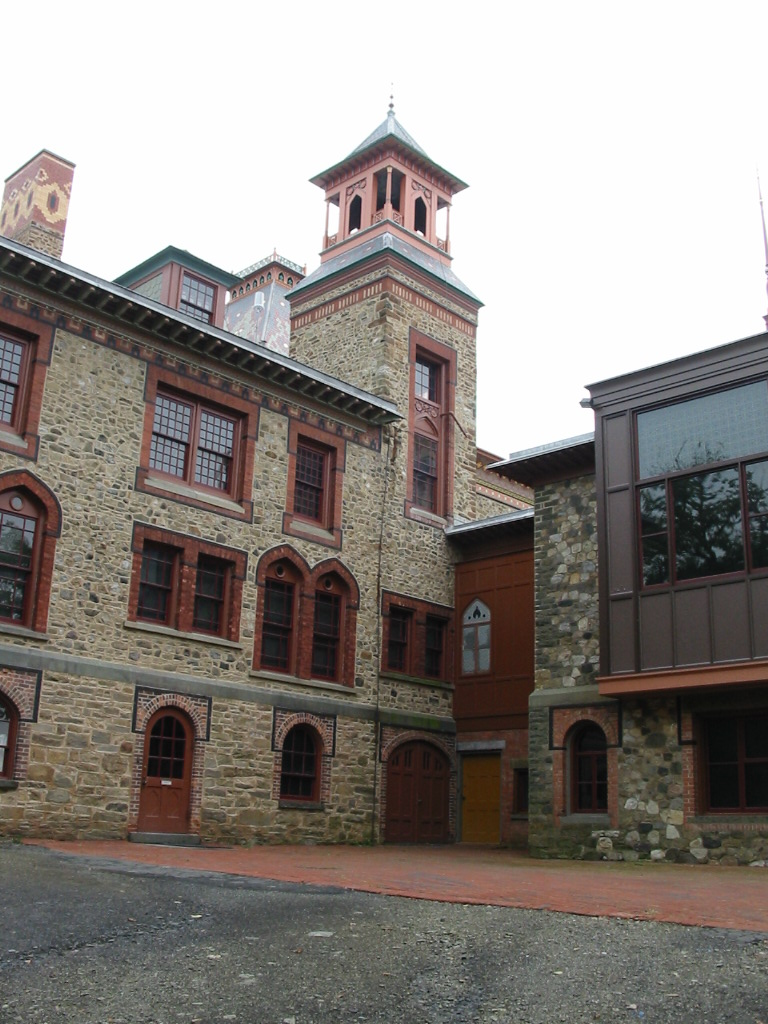
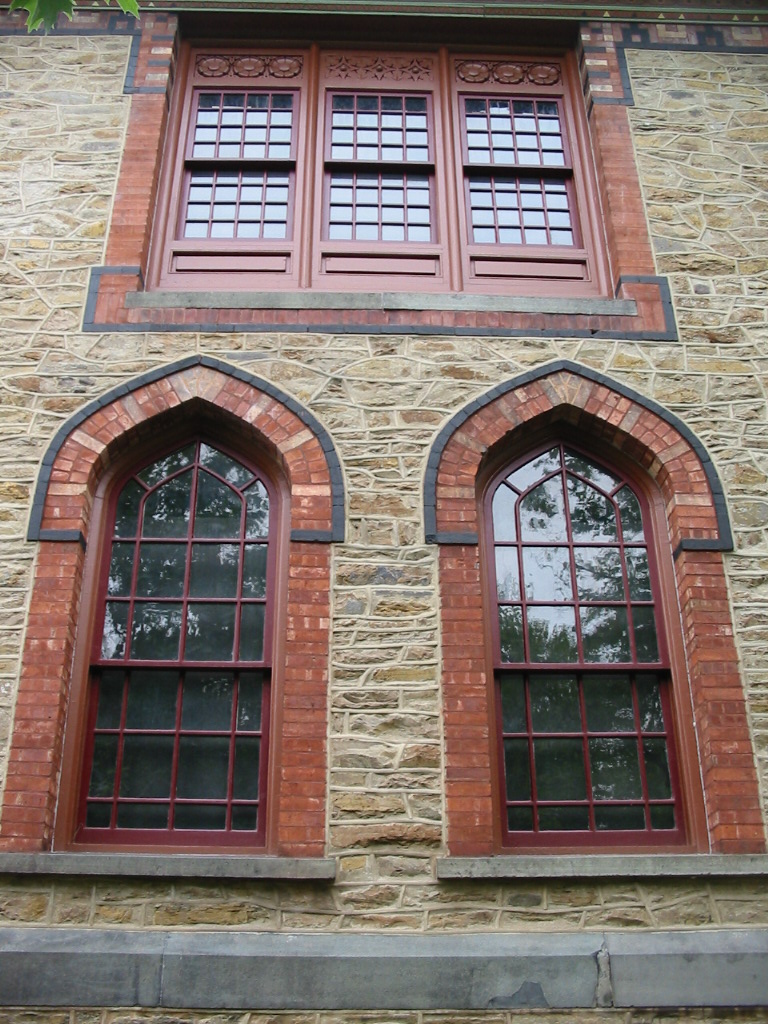
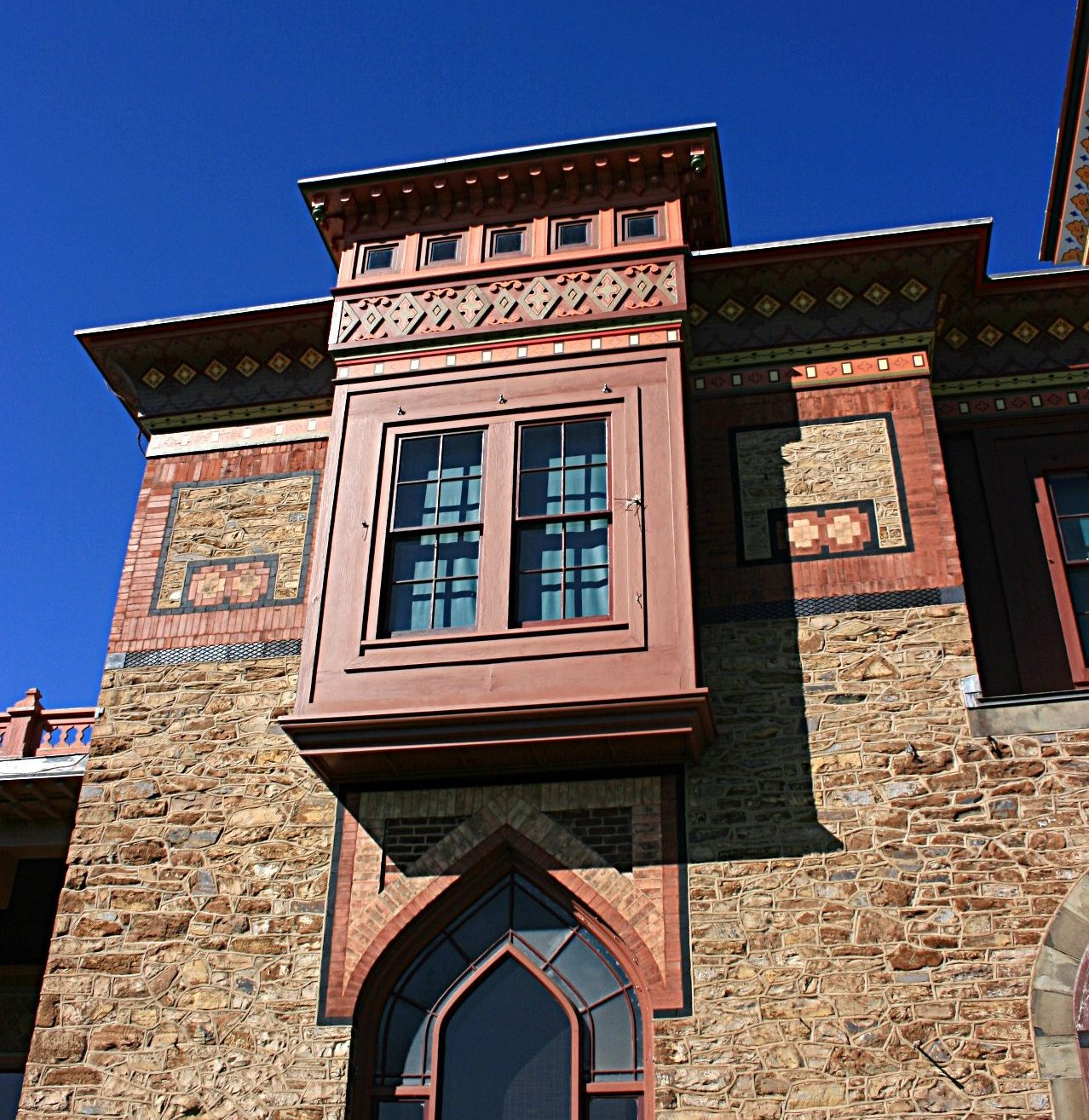
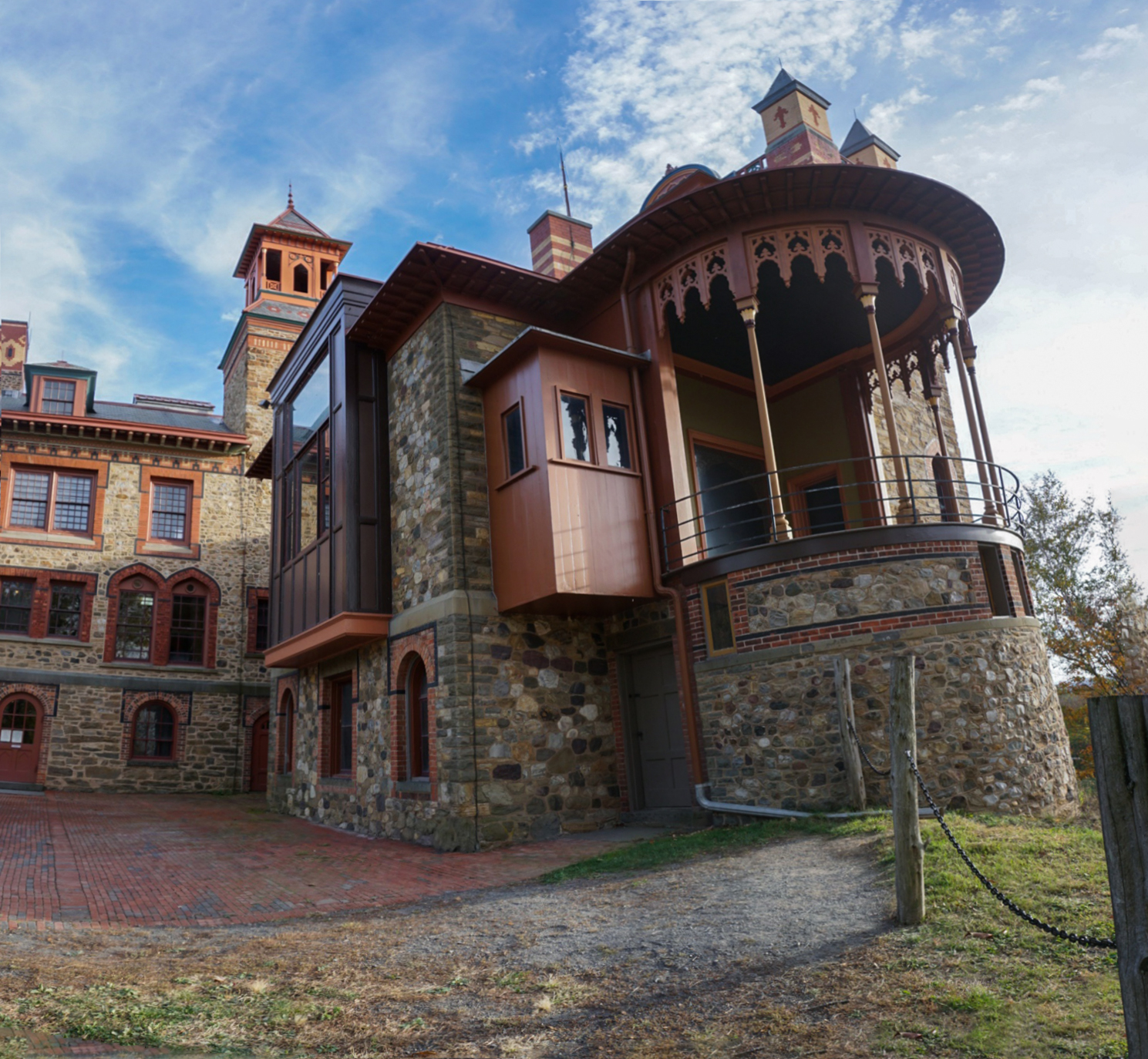
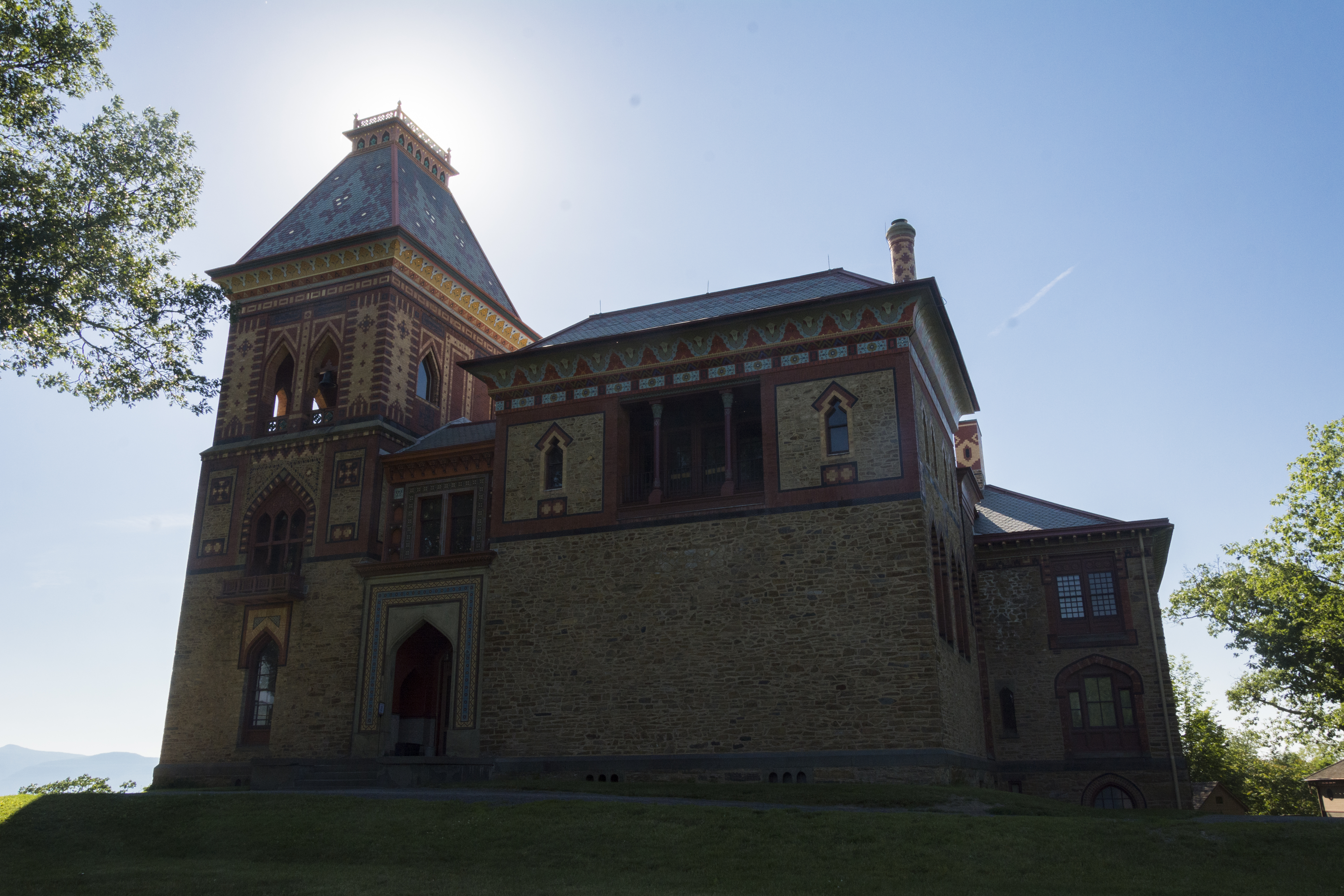
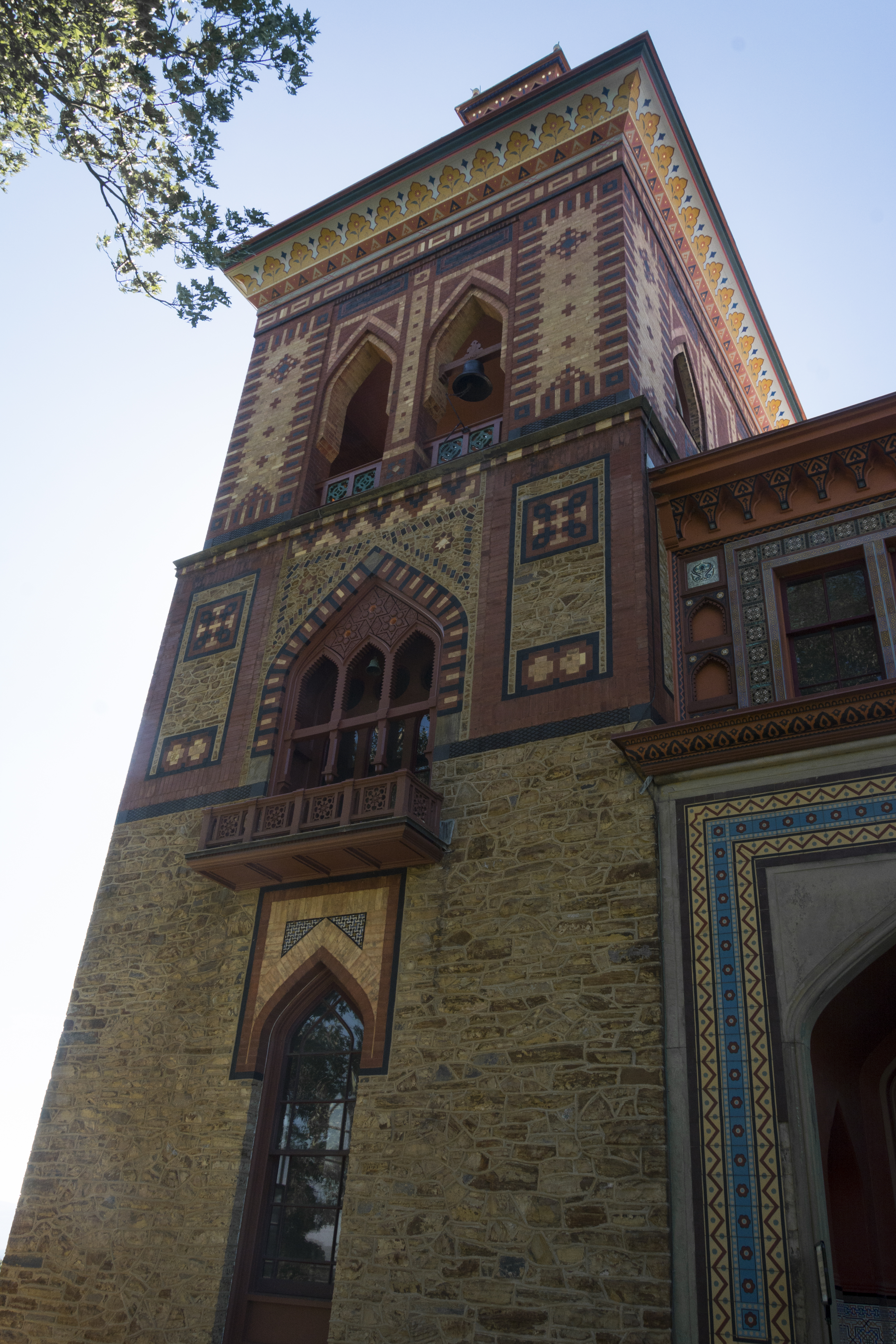
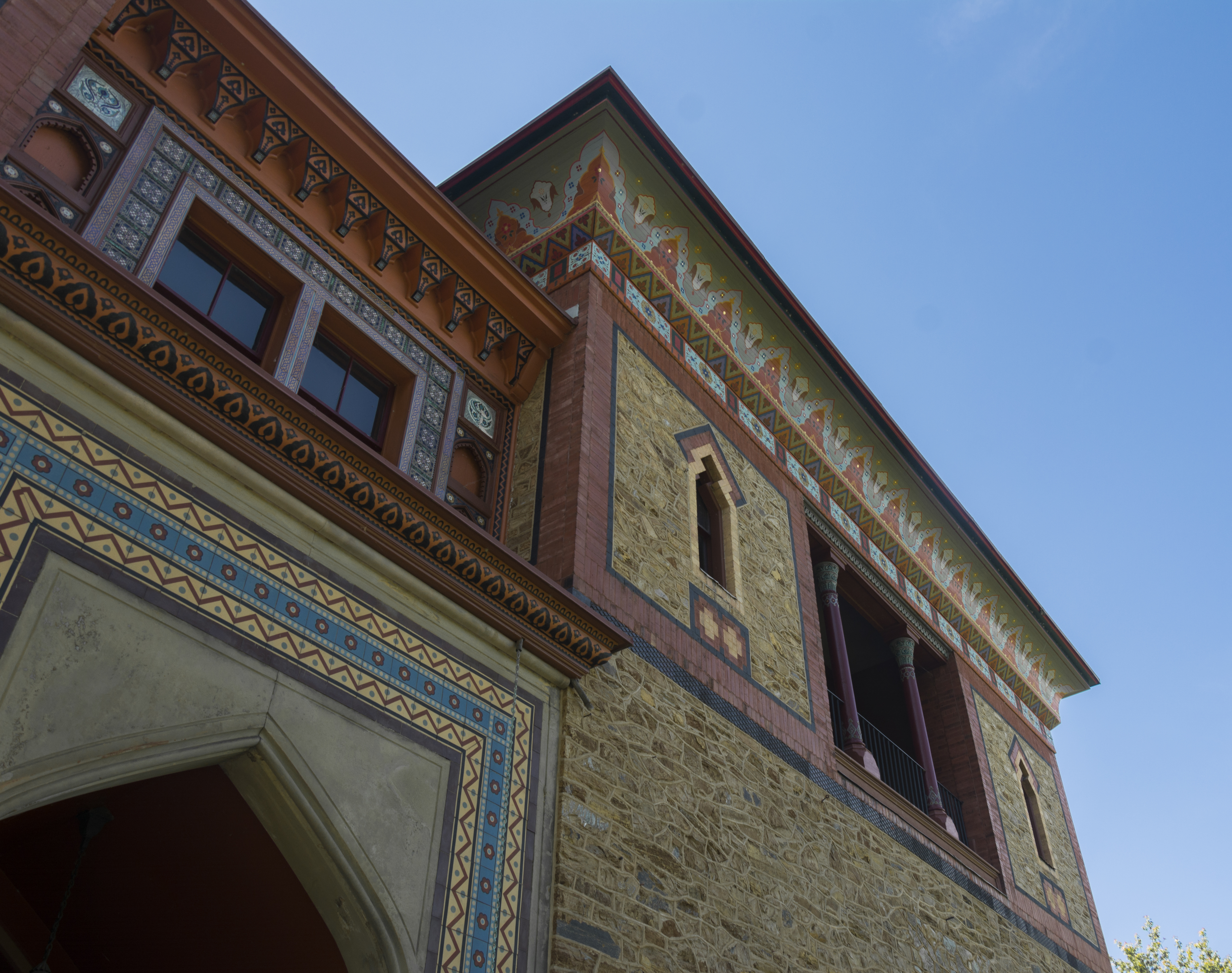
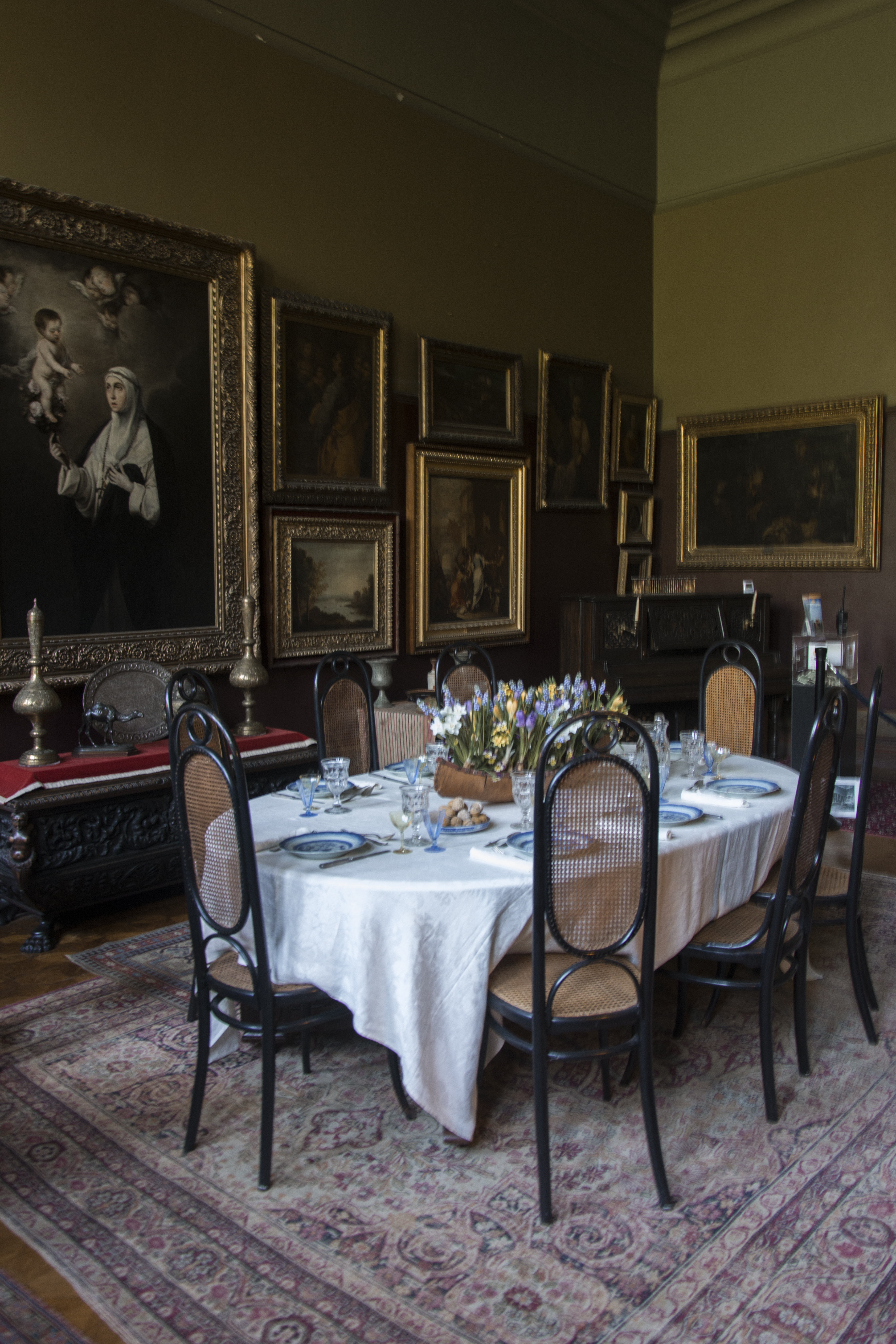
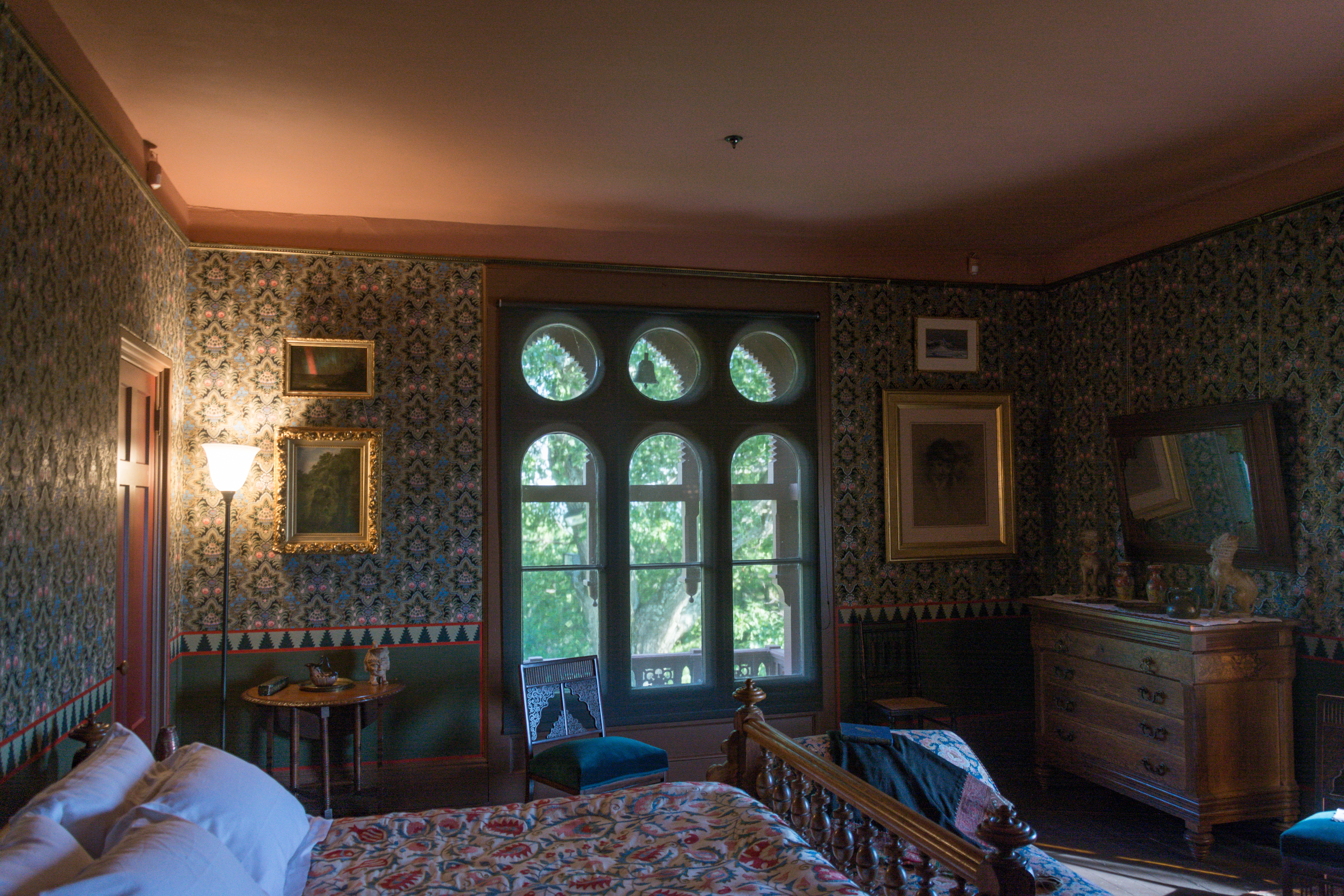
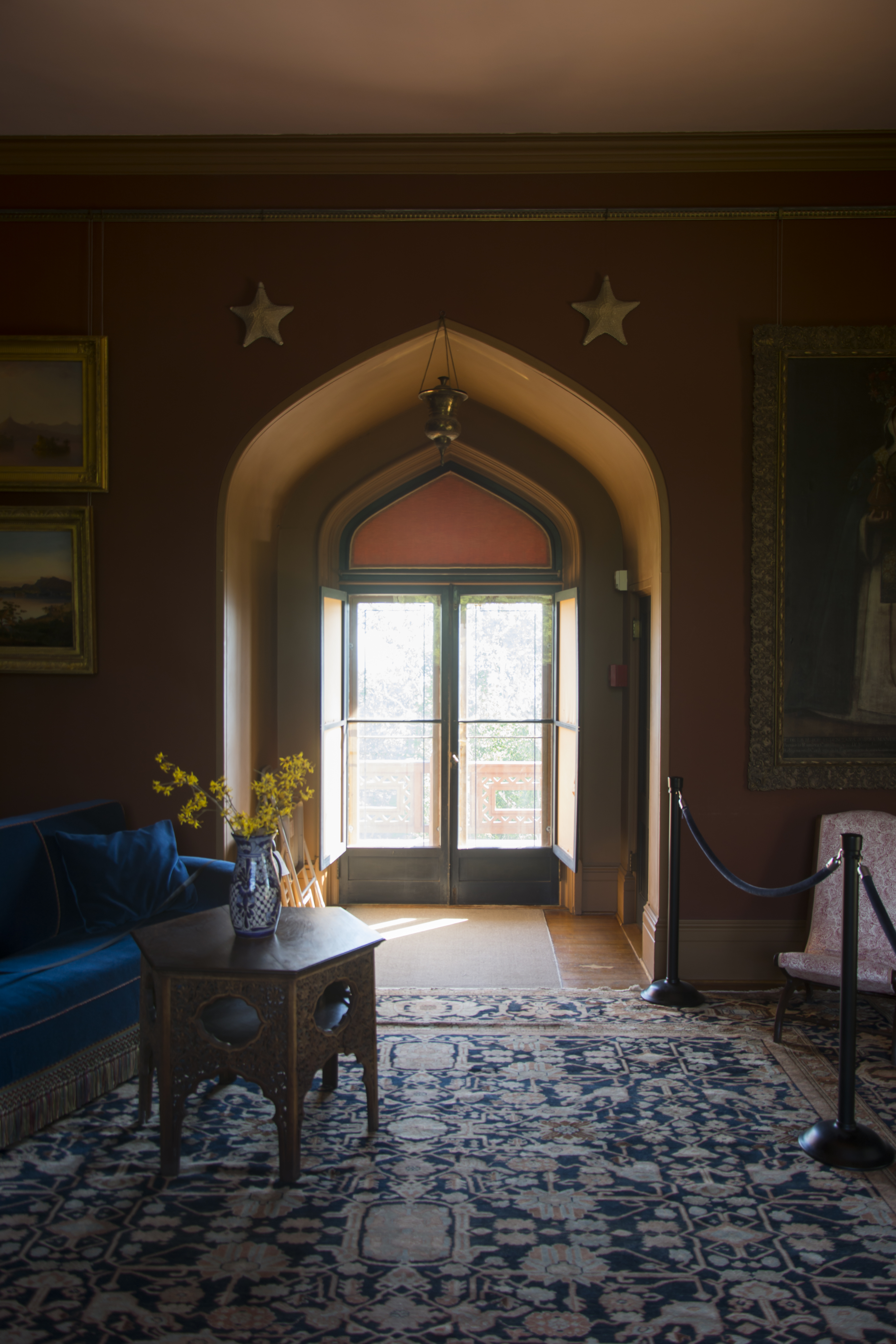
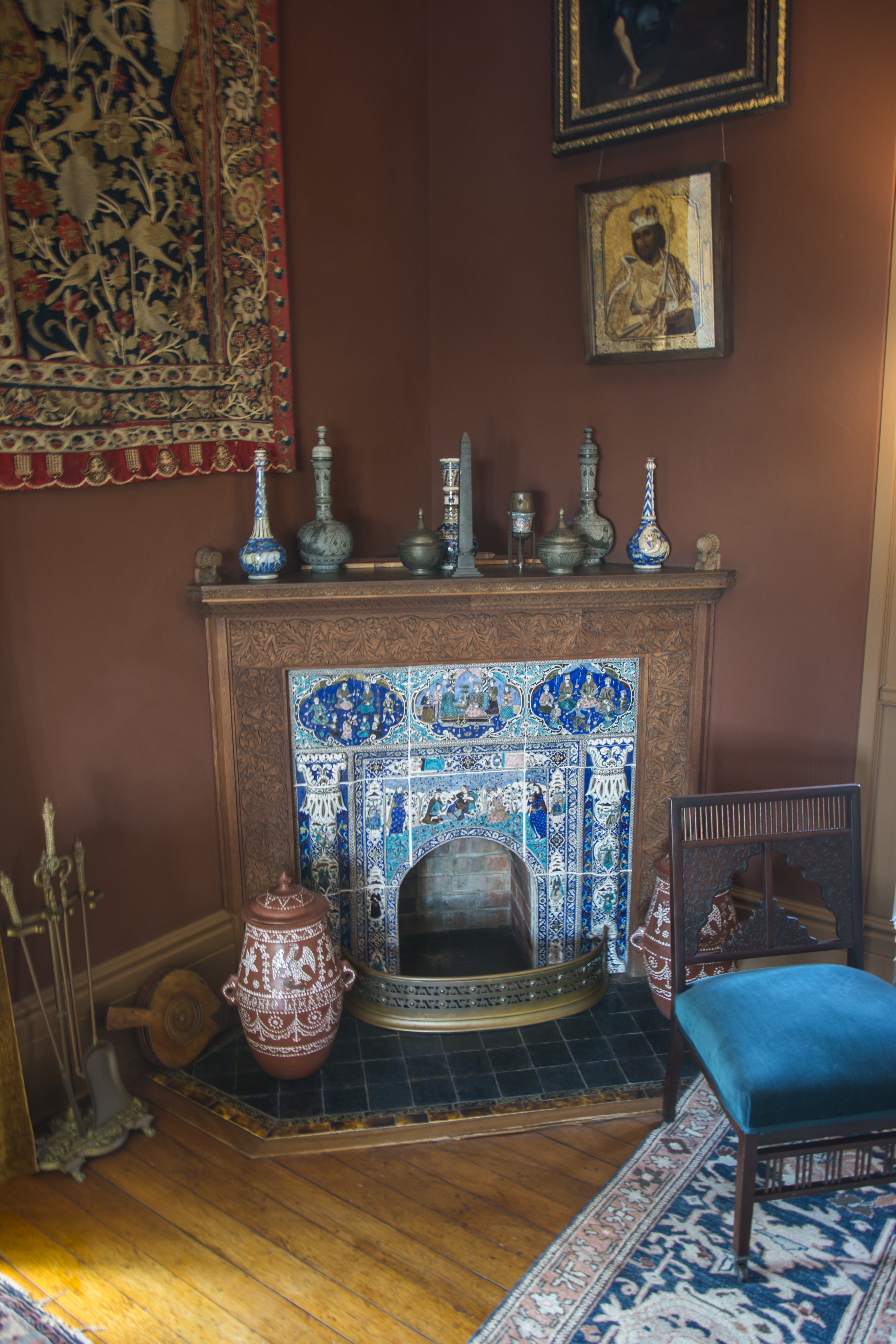
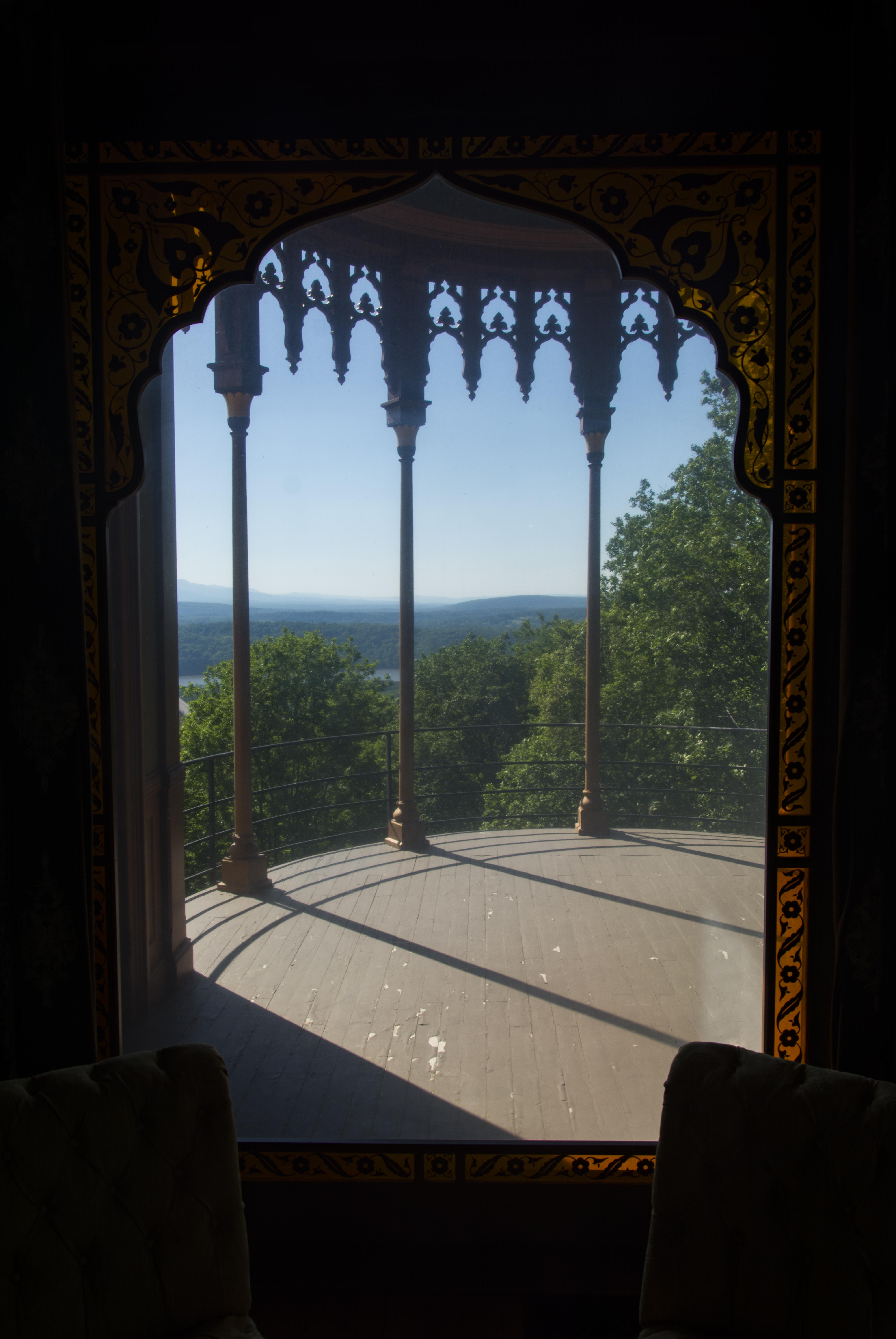
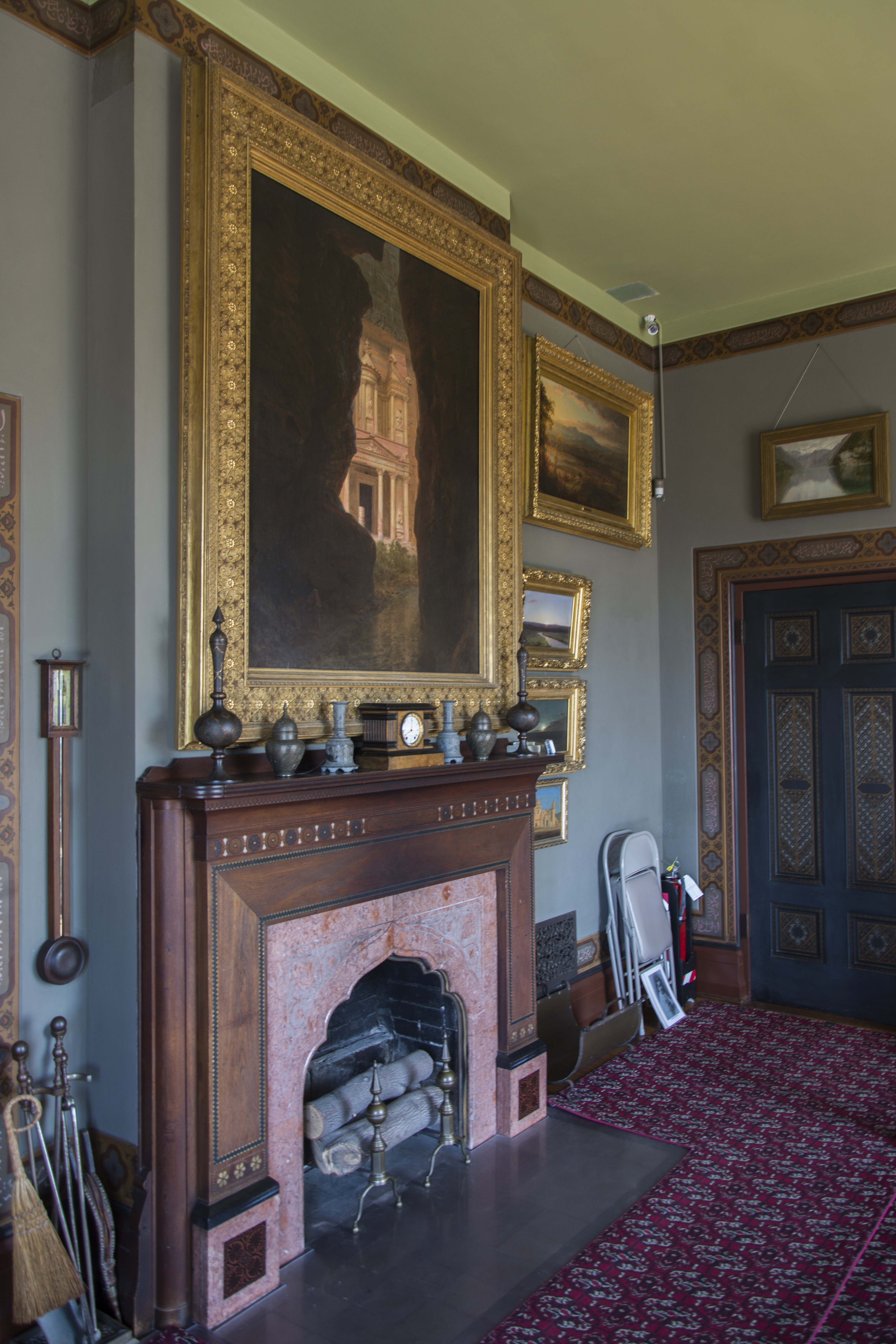
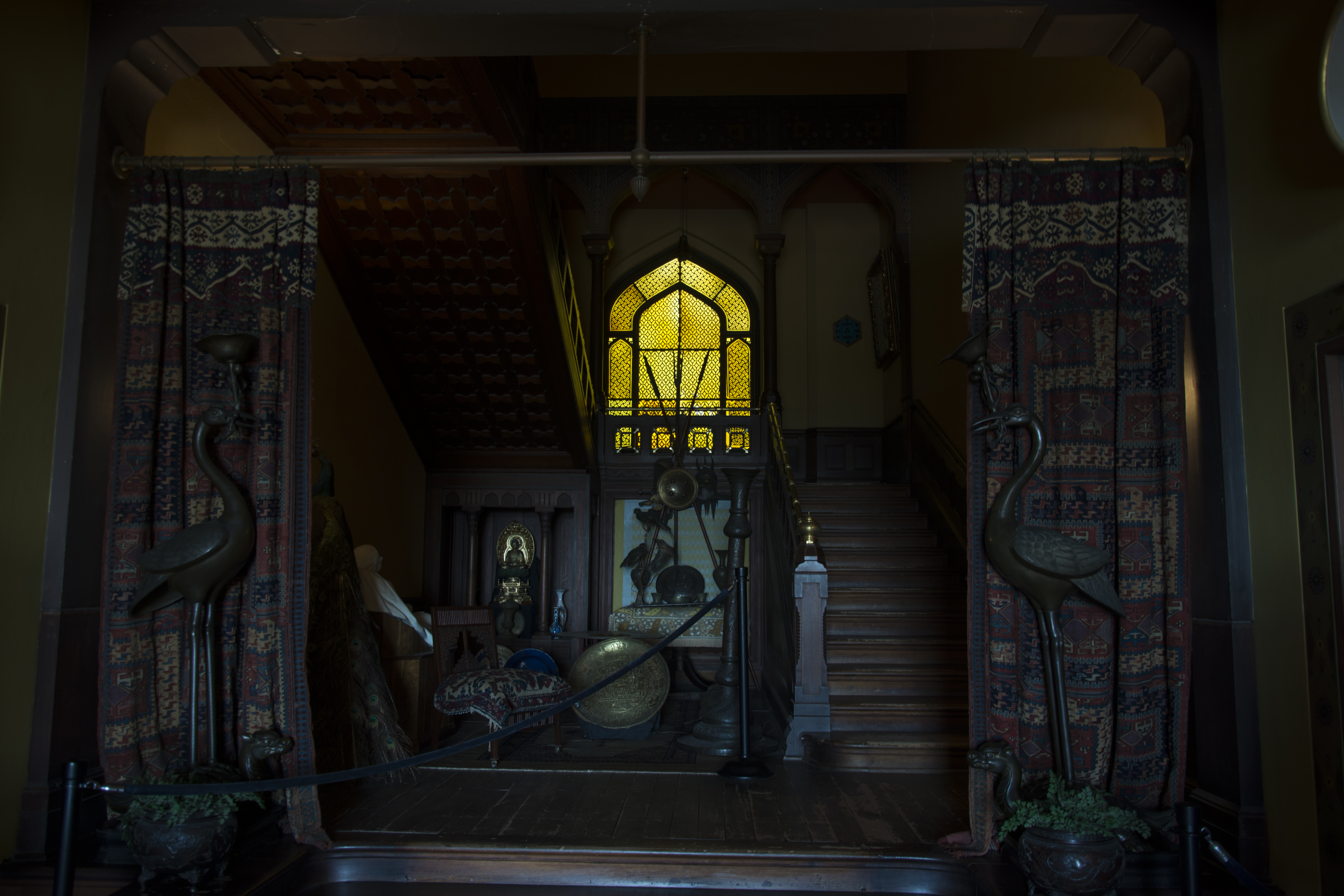
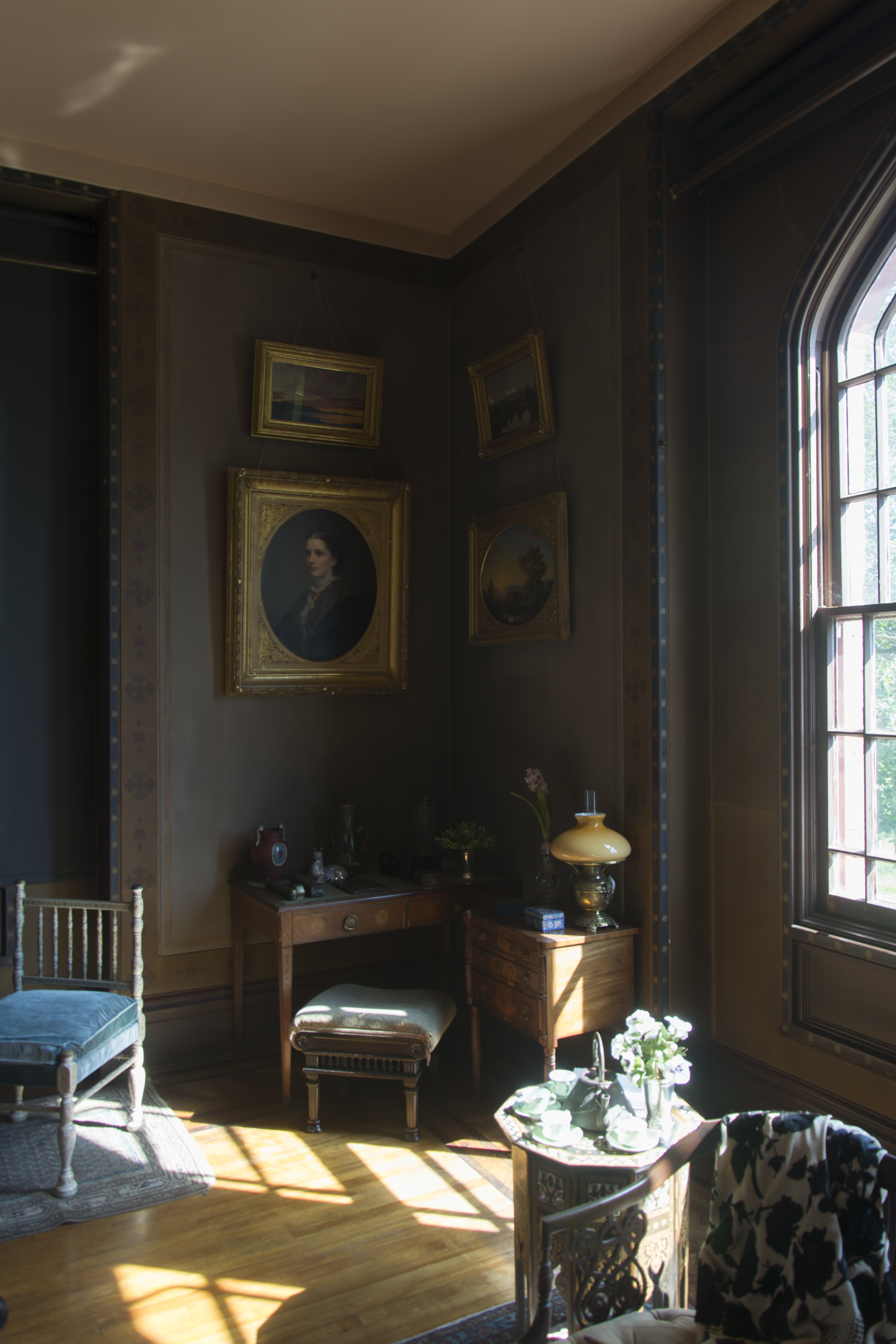
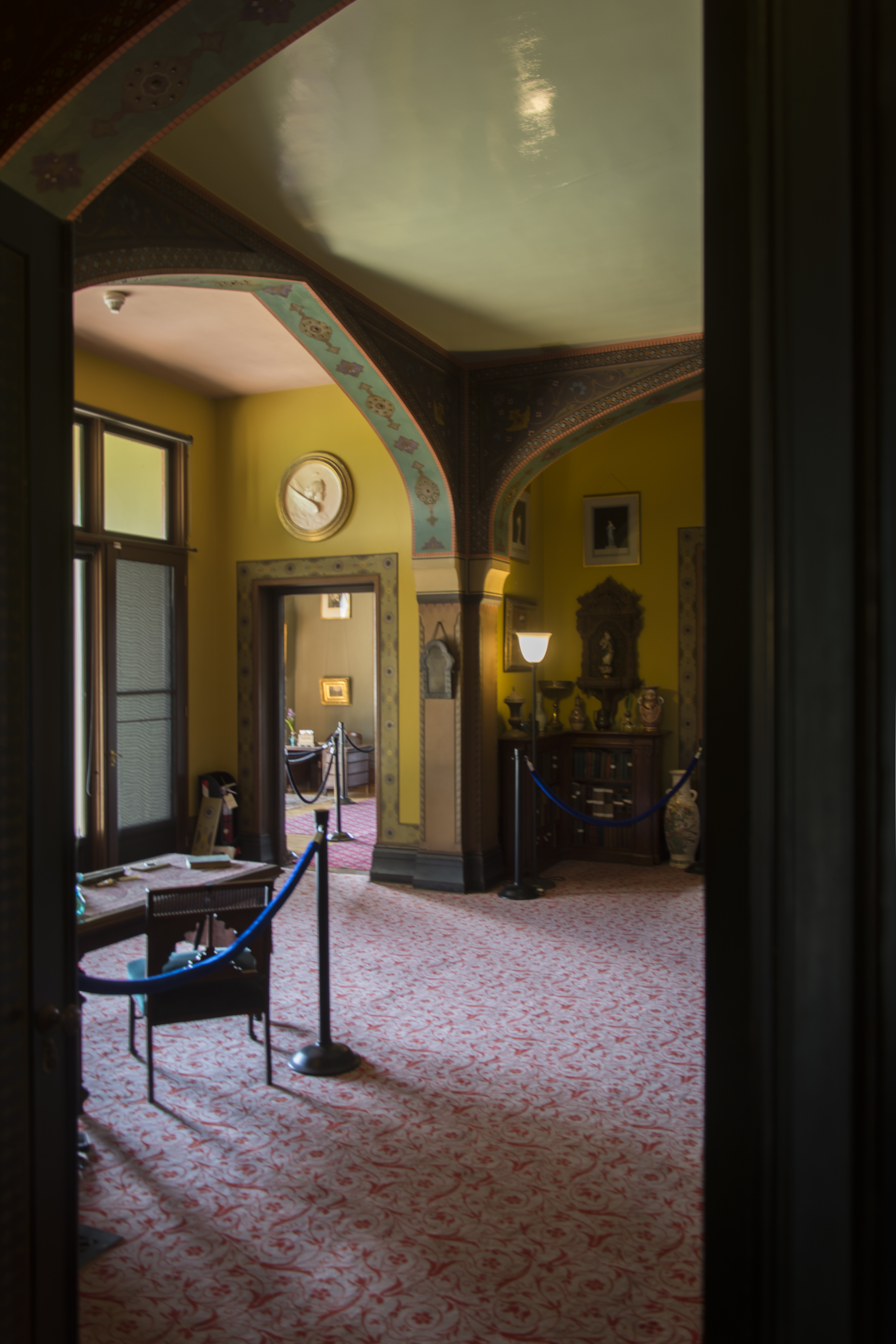